# Рознатовский, Константин Николаевич
Константин Николаевич Рознатовский (1858—1908) — священник, председатель Черкасского отдела Союза русского народа. Член III Государственной думы от Киевской губернии.

## Биография
Сын сельского священника Глуховского уезда Черниговской губернии. Учился в Черниговской семинарии и Киевской духовной академии, которую окончил со степенью магистра богословия. По окончании академии, рукоположенный в священники, Рознатовский был назначен преподавателем Новгород-Северского духовного училища. Затем в течение семнадцати лет был законоучителем мужской и женской гимназий в Глухове, помимо этого состоял председателем Глуховского отделения Черниговского епархиального училищного совета.
В период революции 1905—1907 годов отец Константин выступил с монархических позиций, за что подвергся осуждению со стороны администрации, и был переведён законоучителем в Черкассы. Рознатовский пользовался популярностью среди учащихся и их родителей, и его перевод вызвал негодование среди населения. С протестами против перевода его из Глухова к властям выступила городская дума и земское собрание, однако он не был возвращён в Глухов.
Среди жителей Черкасс отец Константин вскоре также завоевал авторитет. Он продолжил монархическую деятельность, основав и возглавив Черкасский отдел Союза русского народа. В период выборов в III Государственную думу руководил предвыборной кампанией Черкасского отдела СРН, и был избран выборщиком от всех уездных городов Киевской губернии. В апреле 1907 года принял участие в 4-м Всероссийском съезде русских людей в Москве. Активная патриотическая деятельность возбудила против Рознатовского ненависть революционеров, которыми он был в 1907 году приговорён к смертной казни, что заставило полицию взять его под охрану. В 1907 году Рознатовский был избран членом III Государственной думы от Киевской губернии, входил во фракцию правых. В думе он заработал репутацию стойкого и убежденного человека, пользовался авторитетом как среди правых, так и среди политических противников. Отец Константин отрицательно относился к скандалам в думе, и вообще воспринимал свою деятельность как служение царю. Помимо депутатской работы, Рознатовский выступал с речами в Русском собрании, на собраниях, организуемых Обер-Прокурором Священного Синода, в кружках высшего общества.
Умер 22 августа 1908 года в Киеве, от рака пищевода и желудка. Похоронен на территории Вознесенской церкви в Черкассах.